# Imperatrice Masako
L'Imperatrice Masako (皇后雅子?, Kōgō Masako), nata Masako Owada 小和田 雅子?, Owada Masako (Tokyo, 9 dicembre 1963), è l'imperatrice consorte del Giappone dal 2019, come moglie di Naruhito.

## Biografia
È la figlia maggiore di Hisashi Owada, diplomatico giapponese, e di Yumiko Egashira, ha due sorelle minori, le gemelle Setsuko e Reiko.

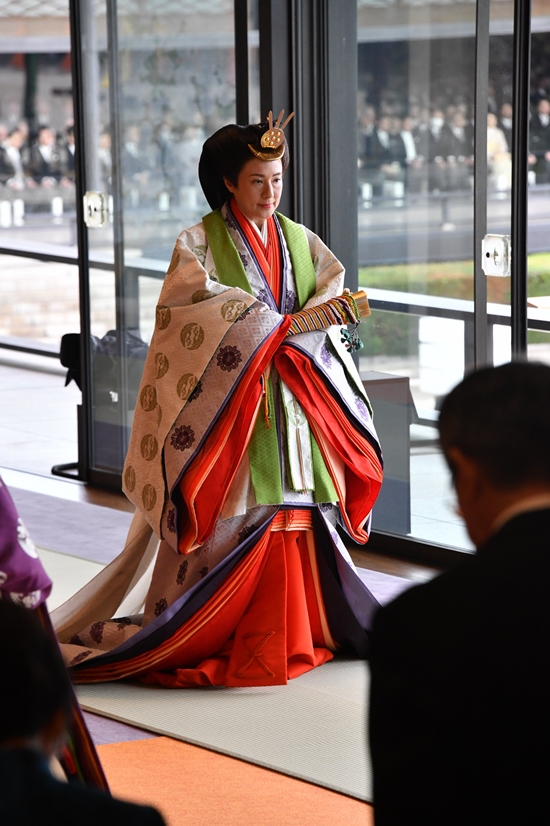
L'Imperatrice Masako il giorno dell'incoronazione del marito, 22 ottobre 2019

Masako andò a vivere a Mosca con i suoi genitori all'età di due anni e frequentò lì l'asilo. Di ritorno in Giappone, frequentò un istituto femminile privato a Tokyo dalle scuole elementari fino al secondo anno di scuole superiori. Masako e la sua famiglia si spostarono quindi negli Stati Uniti quando il padre divenne professore all'Università di Harvard e vice ambasciatore. Si è diplomata alla Belmont High School, nel Massachusetts, vicino a Boston, dove è stata presidentessa della National Honor Society.
Ha conseguito la laurea triennale (Bachelor of Arts) in Economia presso l'università di Harvard e ha seguito, senza terminarlo, il corso di laurea in relazioni internazionali all'Università di Oxford. Inoltre ha studiato brevemente all'Università di Tokyo nel novembre del 1986.
Masako ha lavorato al Ministero degli affari esteri giapponese assieme al padre. Durante la sua carriera ha incontrato molti leader internazionali, come il Presidente degli Stati Uniti d'America Bill Clinton e il presidente della Federazione Russa Boris Nikolaevič El'cin.

## Matrimonio
Masako conobbe il Principe Naruhito quando era studentessa all'Università di Tokyo nel novembre del 1986, anche se alcuni ritengono che potrebbe averlo incontrato in precedenza quando il padre scortò alcuni membri della famiglia imperiale.
Il nome di Masako scomparve dall'elenco delle possibili consorti del principe a causa di una controversia che coinvolgeva suo nonno, presidente della corporazione Chisso, coinvolta nello scandalo della malattia di Minamata. Tuttavia, dietro le quinte i due continuarono a frequentarsi. Il principe le propose diverse volte le nozze e venne annunciato il loro fidanzamento ufficiale il 19 gennaio 1993. La notizia fece molto scalpore in Giappone, poiché in molti pensavano che la loro relazione fosse terminata.
Il principe e Masako si sono sposati con una tradizionale cerimonia nuziale il 9 giugno 1993.

## Famiglia e successione
L'imperatore e l'imperatrice hanno una figlia, la Principessa Aiko (il suo nome ufficiale è Principessa Toshi) nata il 1º dicembre 2001.
La nascita, avvenuta otto anni dopo le nozze dei genitori, ha avviato un acceso dibattito in patria sull'eventuale modifica della legge che permette solo ai figli maschi di diventare imperatori.
Un gruppo di esperti, creato dal governo, inviò un documento il 25 ottobre 2005 dove si raccomandava di emendare la legge per permettere una successione alle figlie.
L'immensa pressione psicologica su Masako per la generazione di un figlio maschio (interrompendo la sua carriera da diplomatica) potrebbe essere stata la causa di un forte stress. La Costituzione giapponese non permette infatti ai membri della famiglia imperiale di avere attività politiche.

### Nipote maschio
I piani di modifica della legge riguardante la successione imperiale sono stati bloccati dopo l'annuncio che il fratello più giovane del principe della corona, il Principe Akishino e sua moglie, la Principessa Akishino erano in attesa del loro terzo figlio. Il 6 settembre 2006 la Principessa Akishino ha dato alla luce un maschio, il Principe Hisahito, che è diventato dal 1º maggio 2019, il secondo in linea di successione al trono, secondo l'attuale legge, dopo suo padre (il principe Akishino).

## Albero genealogico
|                                 |                   |                  | Genitori  |  |  | Nonni |  |  | Bisnonni        |  |  | Trisnonni |  |
|                                 |                   |                  |           |  |  |       |  |  | Kaneyoshi Owada |  |  | N. Owada  |  |
|                                 |                   |                  |           |  |  |       |  |  | Kaneyoshi Owada |  |  | N. Owada  |  |
|                                 |                   | …                |           |  |  |       |  |  | Kaneyoshi Owada |  |  |           |  |
| Takeo Owada                     |                   |                  |           |  |  |       |  |  | Kaneyoshi Owada |  |  |           |  |
|                                 |                   | Takeno Koga      | N. Koga   |  |  |       |  |  |                 |  |  |           |  |
|                                 |                   | Takeno Koga      | N. Koga   |  |  |       |  |  |                 |  |  |           |  |
|                                 |                   | Takeno Koga      | …         |  |  |       |  |  |                 |  |  |           |  |
| Hisashi Owada                   |                   | Takeno Koga      |           |  |  |       |  |  |                 |  |  |           |  |
|                                 |                   | Matashirō Tamura | N. Tamura |  |  |       |  |  |                 |  |  |           |  |
|                                 |                   | Matashirō Tamura | N. Tamura |  |  |       |  |  |                 |  |  |           |  |
|                                 |                   | Matashirō Tamura | …         |  |  |       |  |  |                 |  |  |           |  |
| Shizuka Tamura                  |                   | Matashirō Tamura |           |  |  |       |  |  |                 |  |  |           |  |
|                                 |                   | …                | …         |  |  |       |  |  |                 |  |  |           |  |
|                                 |                   | …                | …         |  |  |       |  |  |                 |  |  |           |  |
|                                 |                   | …                | …         |  |  |       |  |  |                 |  |  |           |  |
| Imperatrice Masako del Giappone |                   | …                |           |  |  |       |  |  |                 |  |  |           |  |
|                                 | Yasutarō Egashira | N. Egashira      |           |  |  |       |  |  |                 |  |  |           |  |
|                                 | Yasutarō Egashira | N. Egashira      |           |  |  |       |  |  |                 |  |  |           |  |
|                                 | Yasutarō Egashira | …                |           |  |  |       |  |  |                 |  |  |           |  |
| Yutaka Egashira                 | Yasutarō Egashira |                  |           |  |  |       |  |  |                 |  |  |           |  |
|                                 |                   | Yoneko           | …         |  |  |       |  |  |                 |  |  |           |  |
|                                 |                   | Yoneko           | …         |  |  |       |  |  |                 |  |  |           |  |
|                                 |                   | Yoneko           | …         |  |  |       |  |  |                 |  |  |           |  |
| Yumiko Egashira                 |                   | Yoneko           |           |  |  |       |  |  |                 |  |  |           |  |
|                                 |                   | Tanin Yamaya     | N. Yamaya |  |  |       |  |  |                 |  |  |           |  |
|                                 |                   | Tanin Yamaya     | N. Yamaya |  |  |       |  |  |                 |  |  |           |  |
|                                 |                   | Tanin Yamaya     | …         |  |  |       |  |  |                 |  |  |           |  |
| Suzuko Yamaya                   |                   | Tanin Yamaya     |           |  |  |       |  |  |                 |  |  |           |  |
|                                 |                   | Sadako Niwa      | N. Niwa   |  |  |       |  |  |                 |  |  |           |  |
|                                 |                   | Sadako Niwa      | N. Niwa   |  |  |       |  |  |                 |  |  |           |  |
|                                 |                   | Sadako Niwa      | …         |  |  |       |  |  |                 |  |  |           |  |
|                                 |                   | Sadako Niwa      |           |  |  |       |  |  |                 |  |  |           |  |